# Bünzer Wassermühle

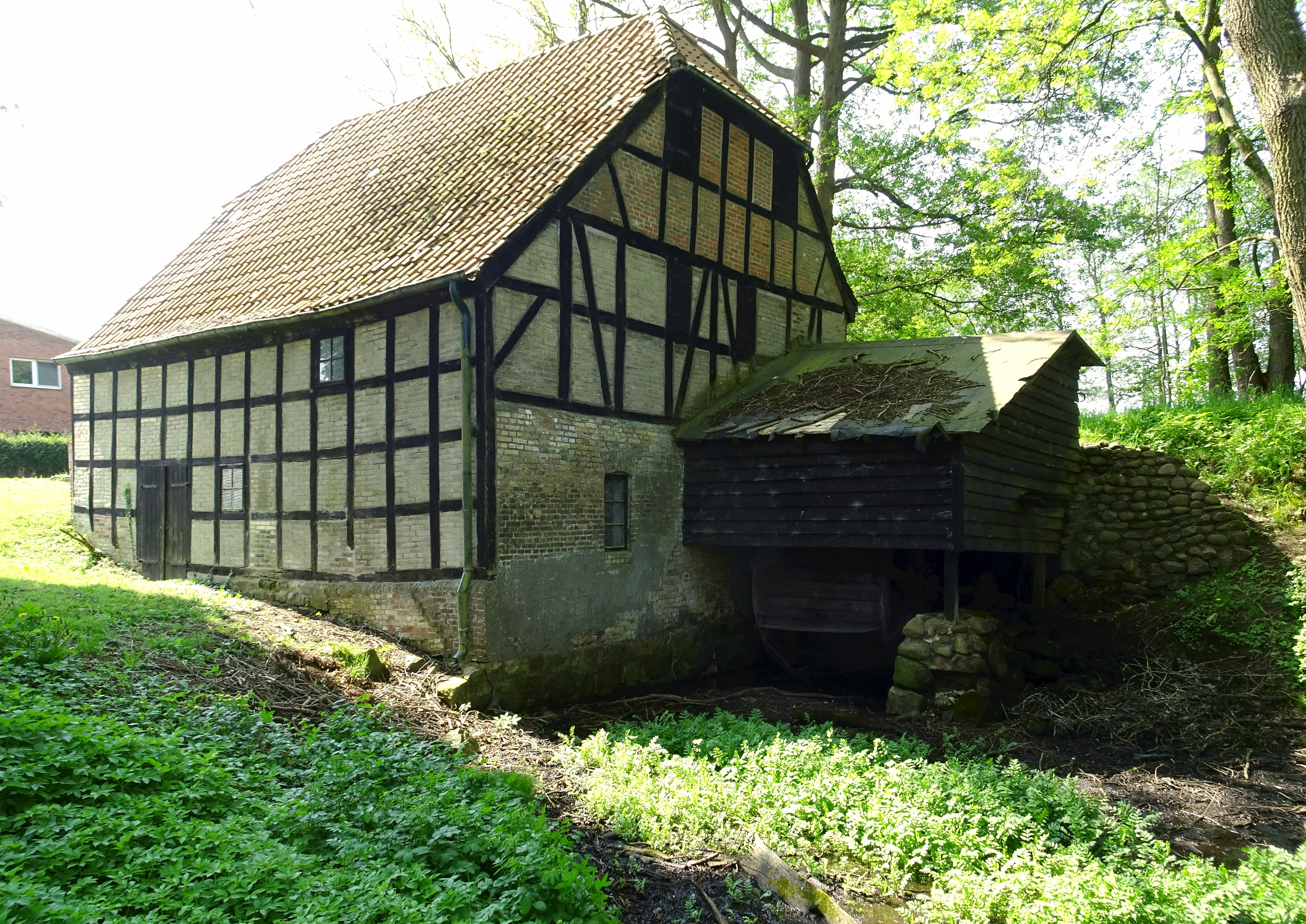
Die Bünzer Wassermühle.

Die Bünzer Wassermühle ist eine gut erhaltene Wassermühle aus dem 16. Jahrhundert im Ortsteil Bünzen der Gemeinde Aukrug. Heute ist die Mühle nicht mehr in Betrieb.

## Geschichte

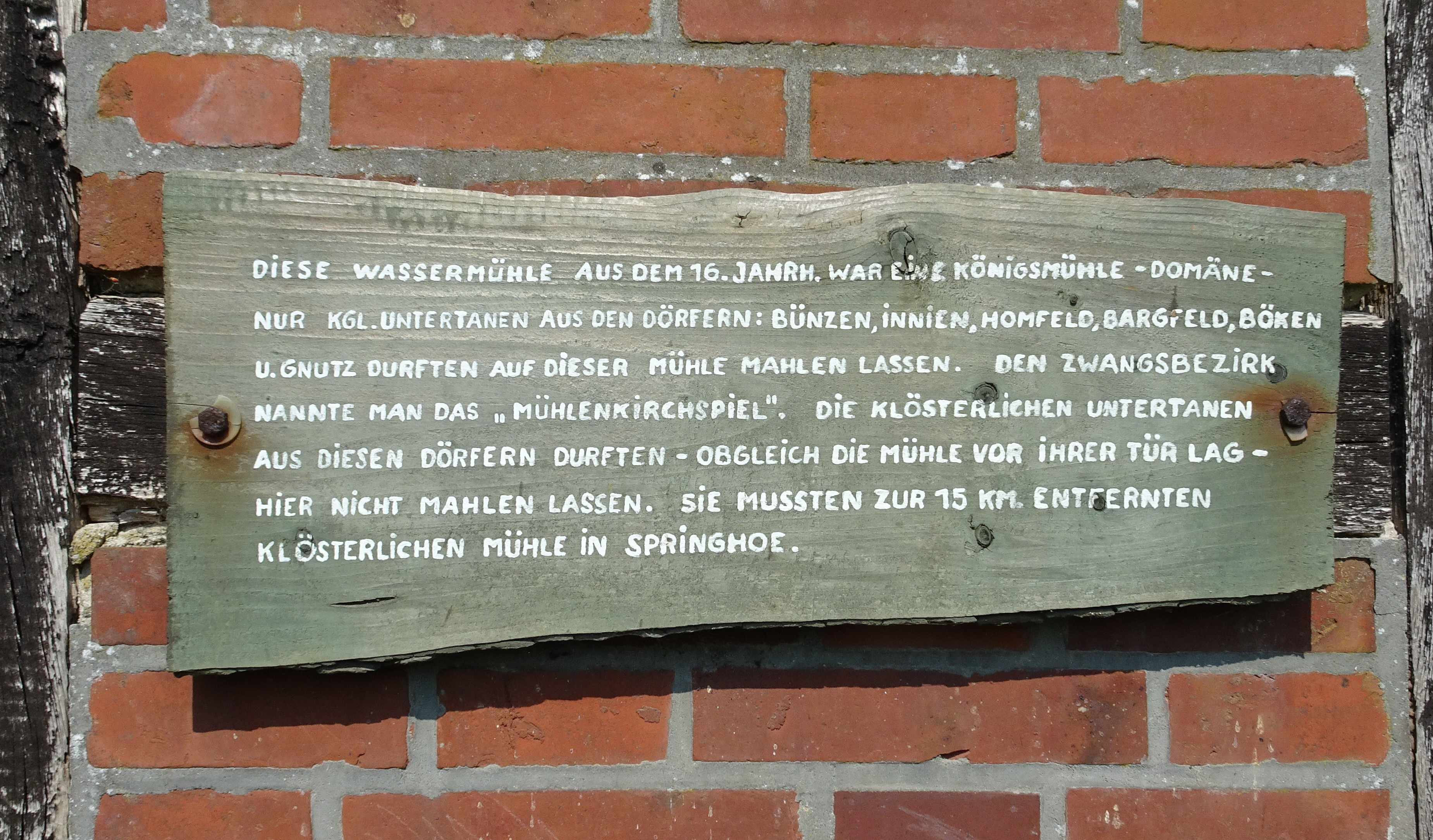
Hinweisschild

Die Mühle wurde in Fachwerkbauweise erstellt und verfügt über ein oberschlächtiges Wasserrad mit einem Durchmesser von 3,25 m. Das genaue Baujahr ist unbekannt, es sind aber bereits Reparaturen im Jahr 1594 dokumentiert. 1769 wurde das Mühlengebäude neu errichtet oder zumindest stark ausgebessert. Im Inneren der Mühle befindet sich eine vollständige Einrichtung mit Kegelrad, Stirnradgetriebe für zwei Gänge und einer Quetsche.
Bei der Mühle handelt es sich um eine sogenannte Königsmühle mit Mühlenzwang, in der die königlichen Untertanen aus den Dörfern Bünzen, Innien, Homfeld, Bargfeld und Böken, die heute als Gemeinde Aukrug zusammengefasst sind, sowie aus Gnutz mahlen lassen mussten. Für die klösterliche Untertanen bestand Mühlenzwang für die nächste klösterliche Mühle in Springhoe, etwa 15 Kilometer entfernt.

## Sonstiges
Die Mühle ist als Wahrzeichen der Region auf dem touristischen Hinweisschild für den Naturpark Aukrug an der A7, nahe der Ausfahrt Neumünster-Mitte  abgebildet. Der Weg an der Mühle war im Mittelalter Teil der Lübschen Trade und führte über Ehndorf nach Neumünster.

## Bilder

Exterieur
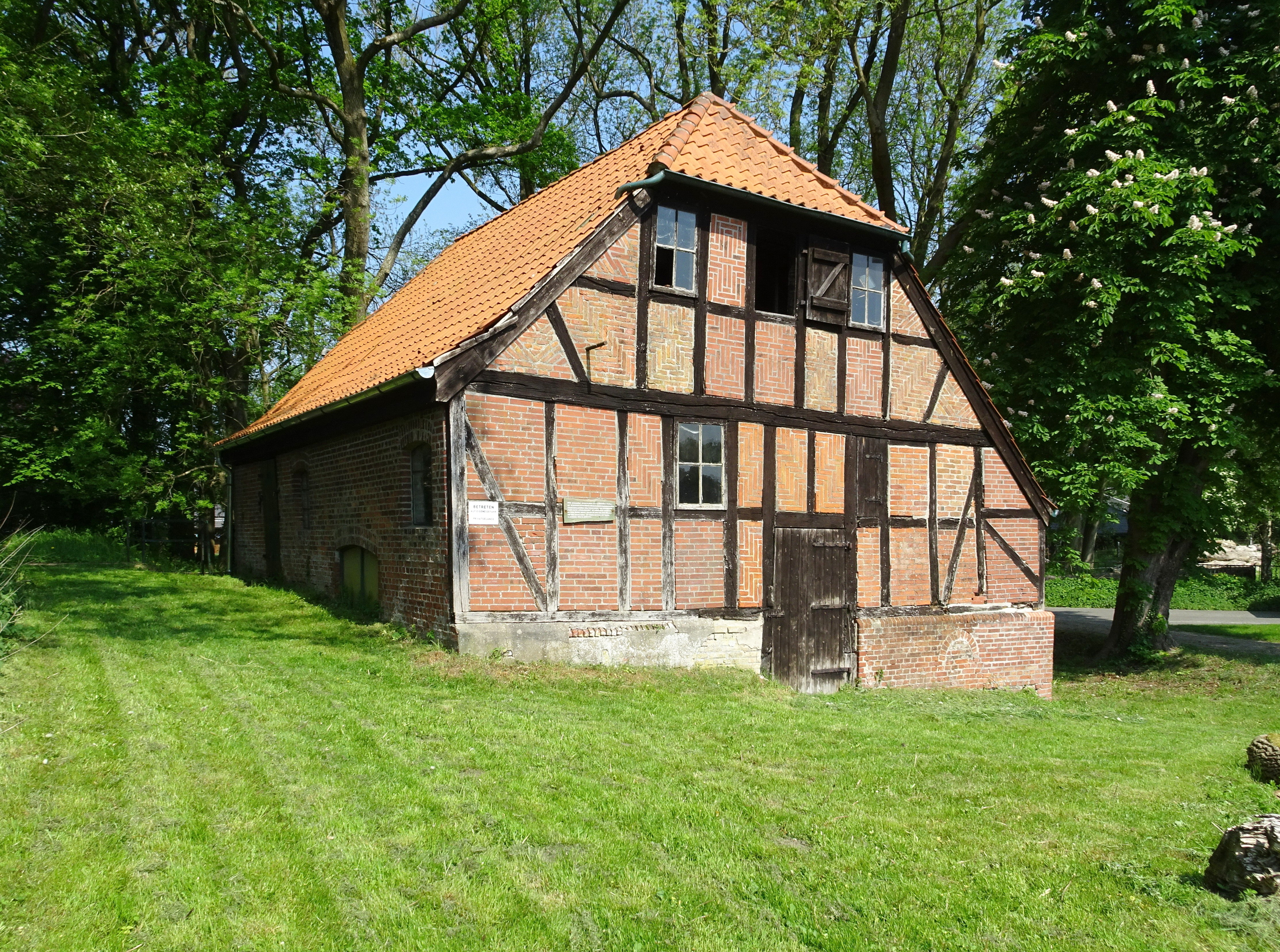
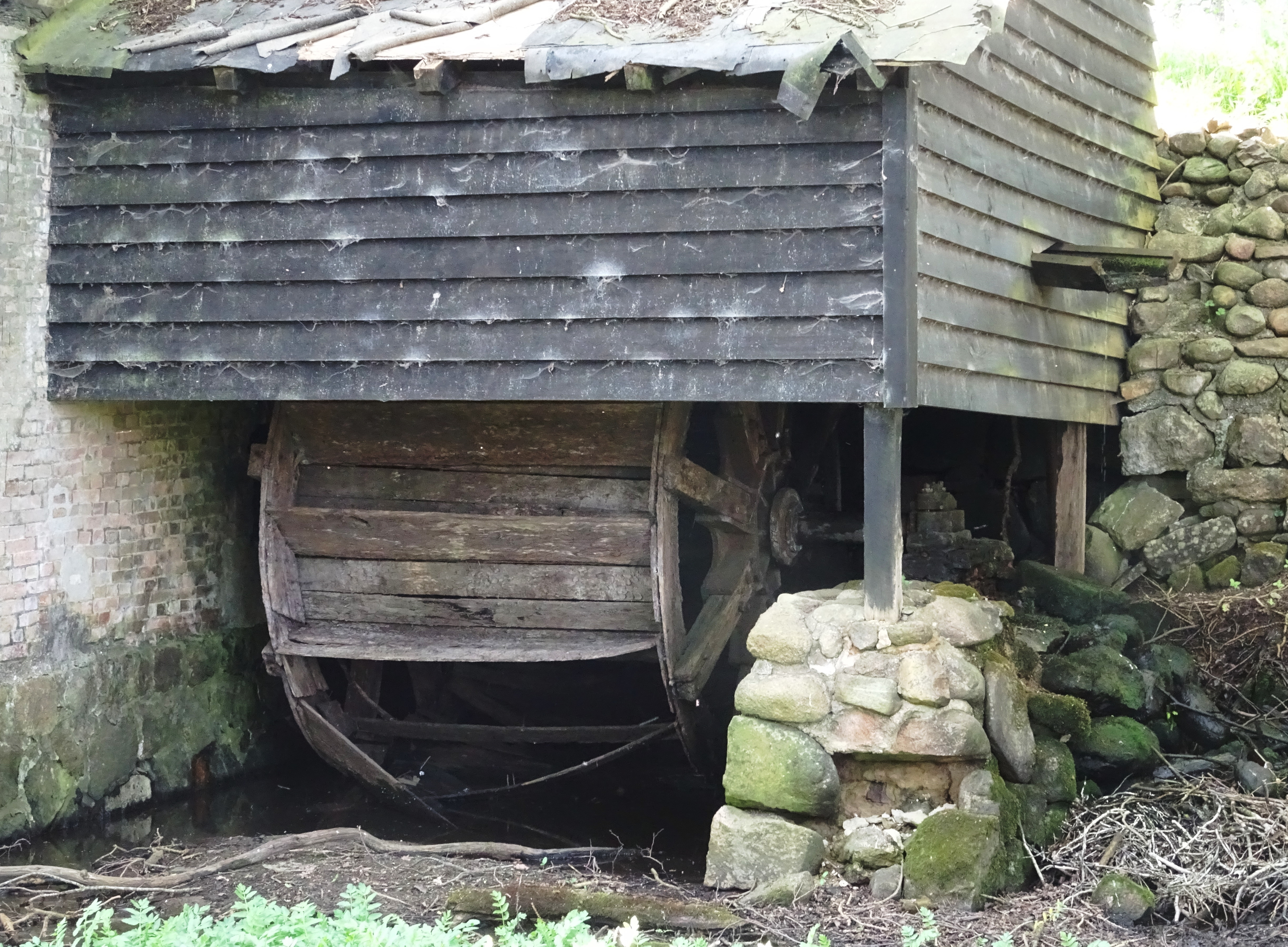
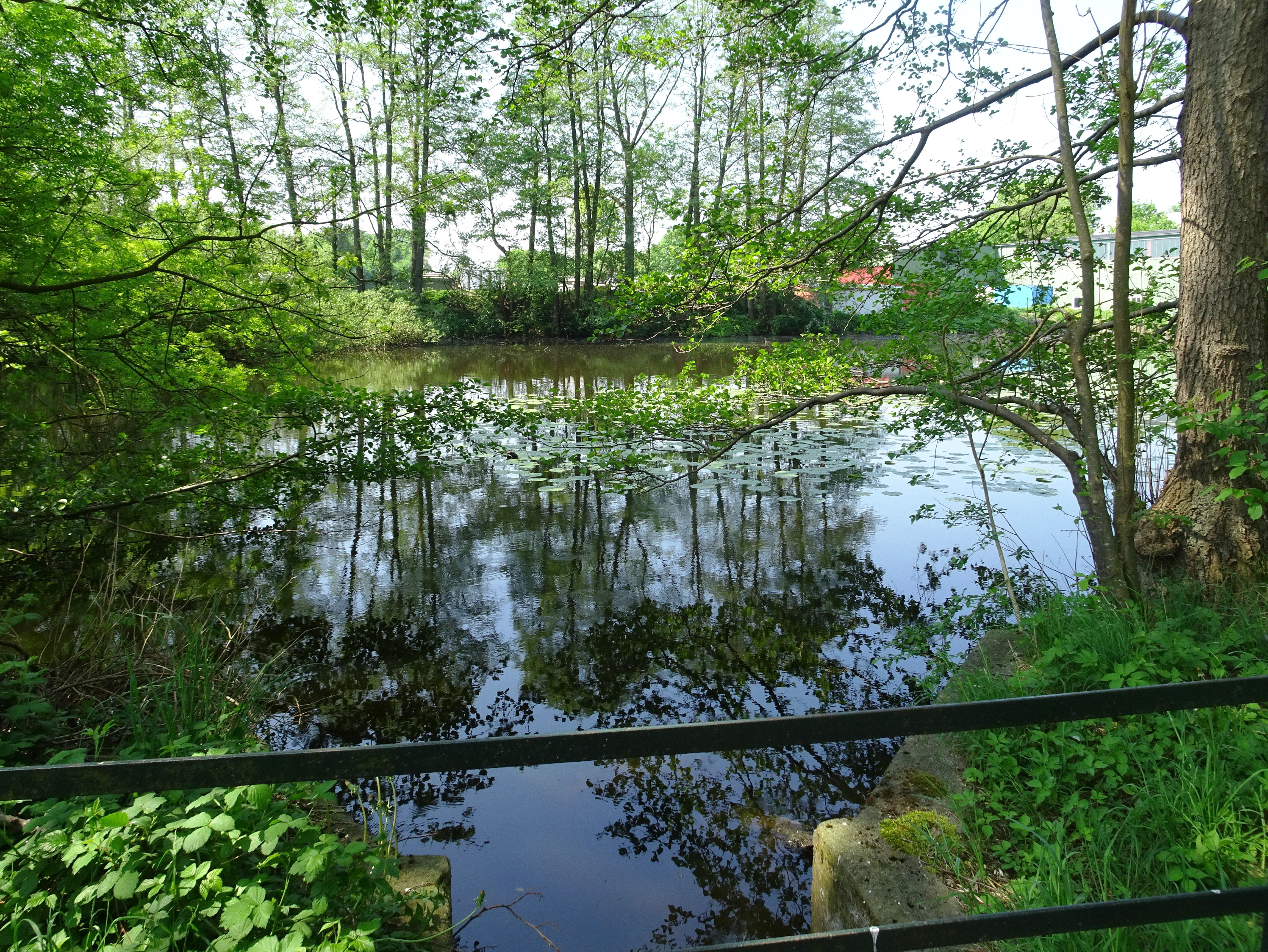
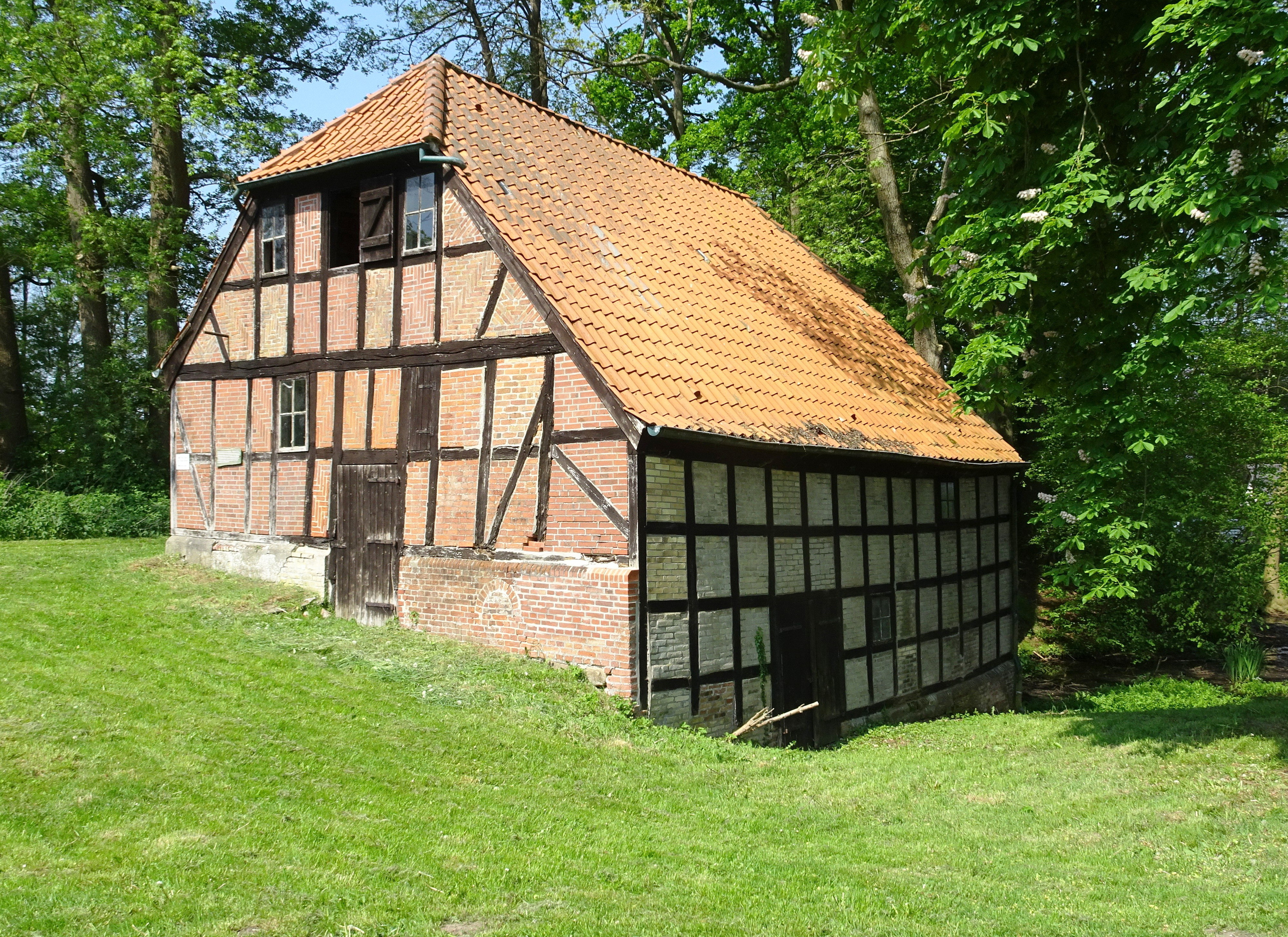

Interieur
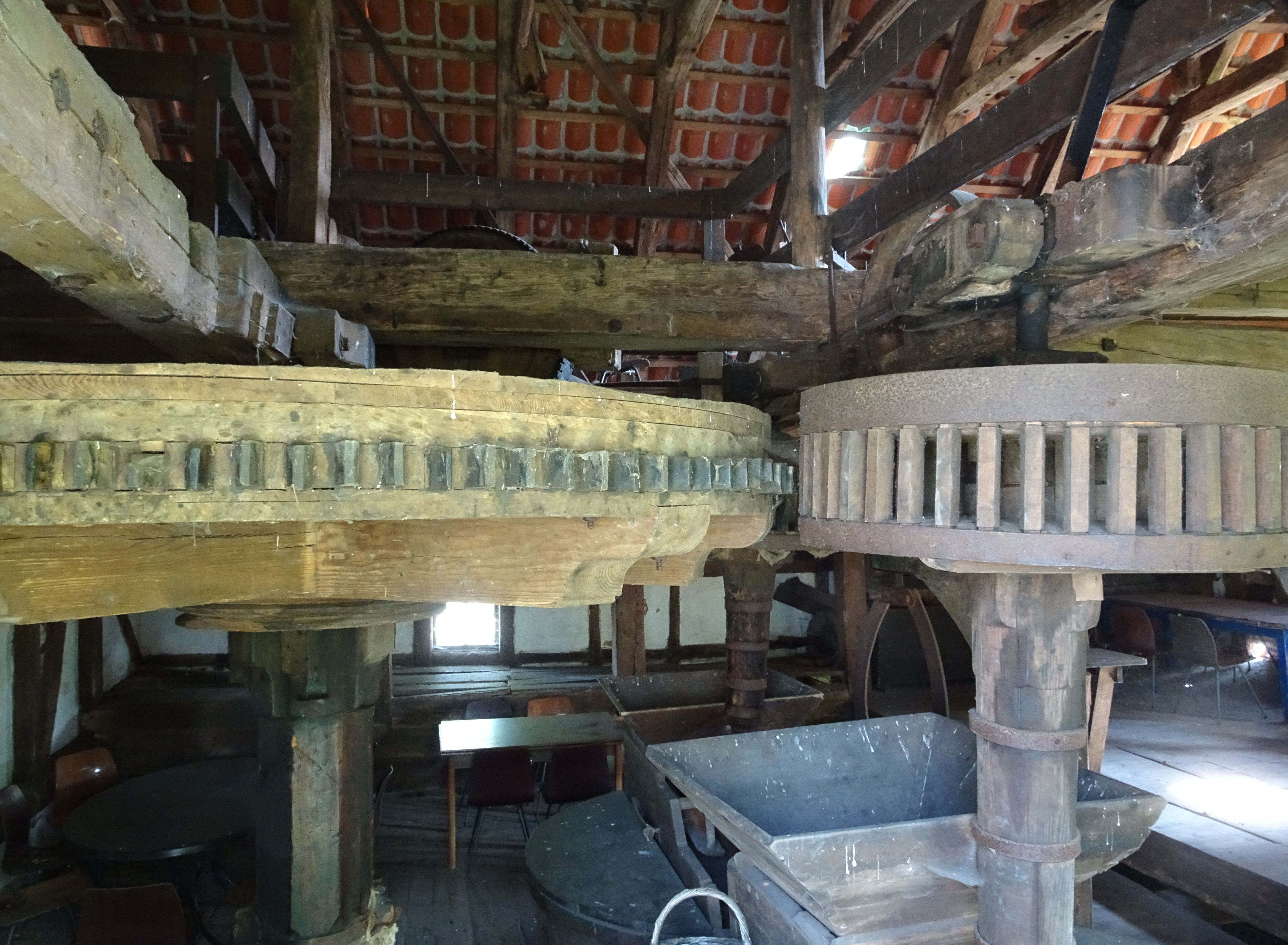
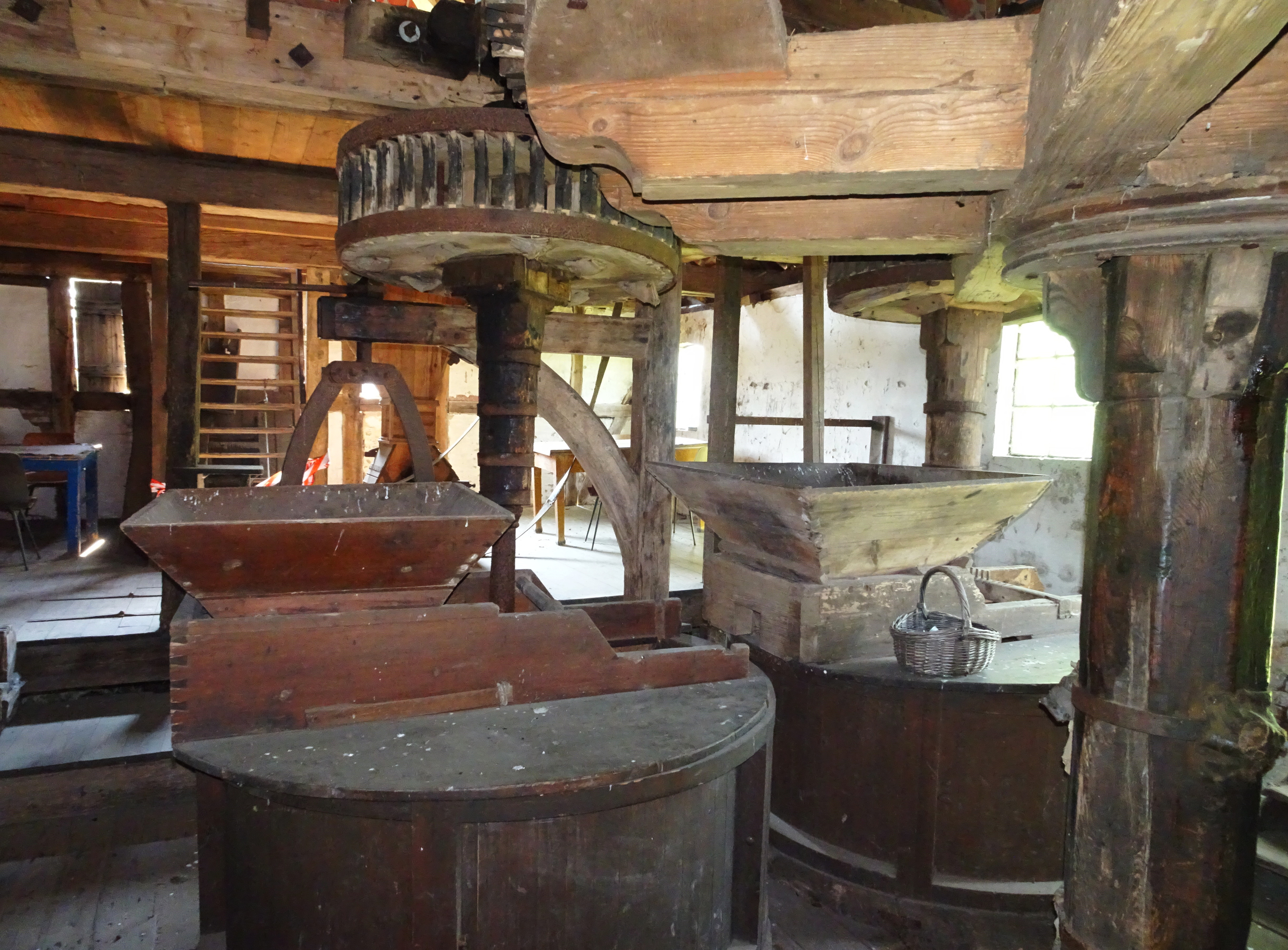
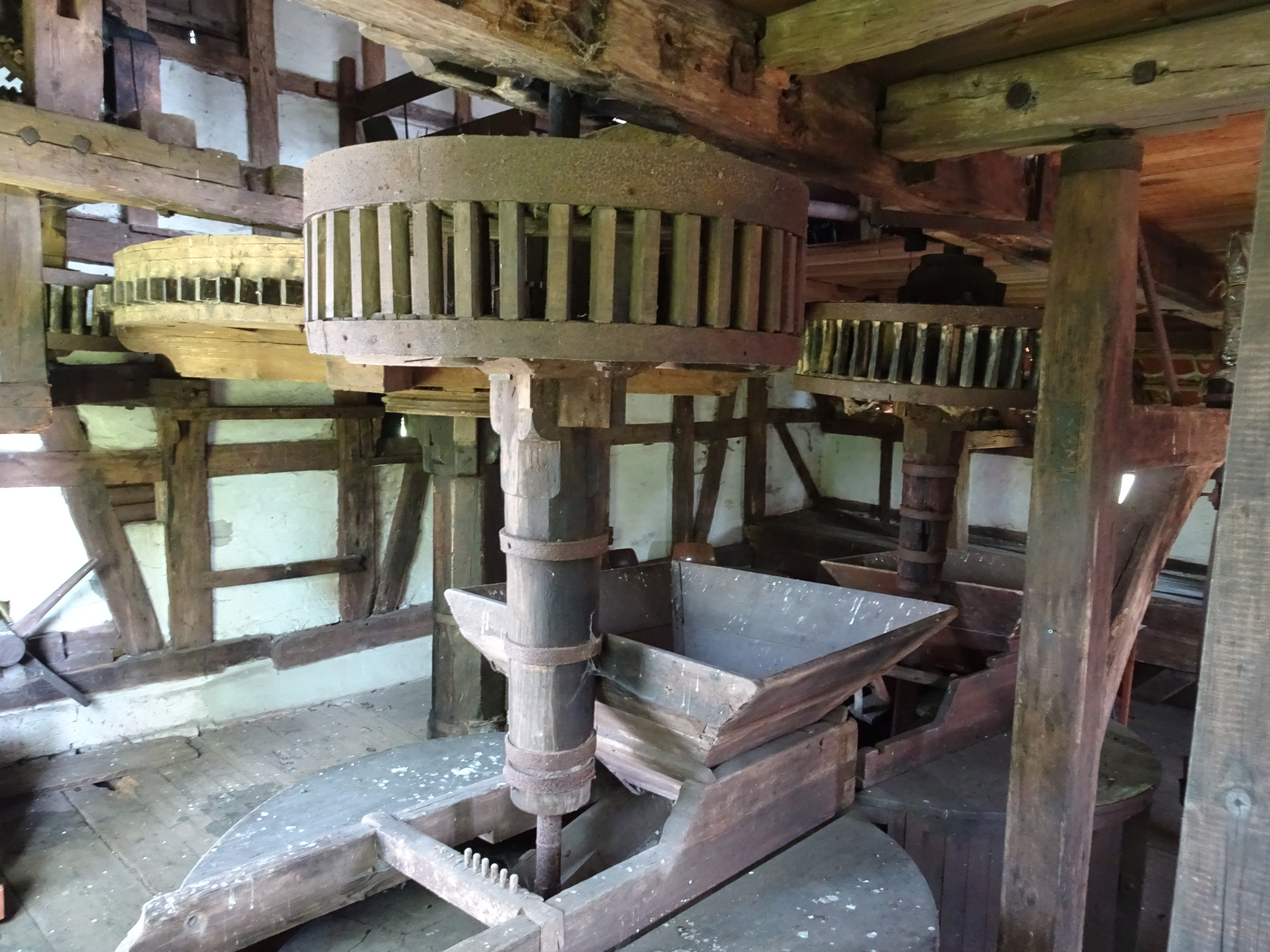
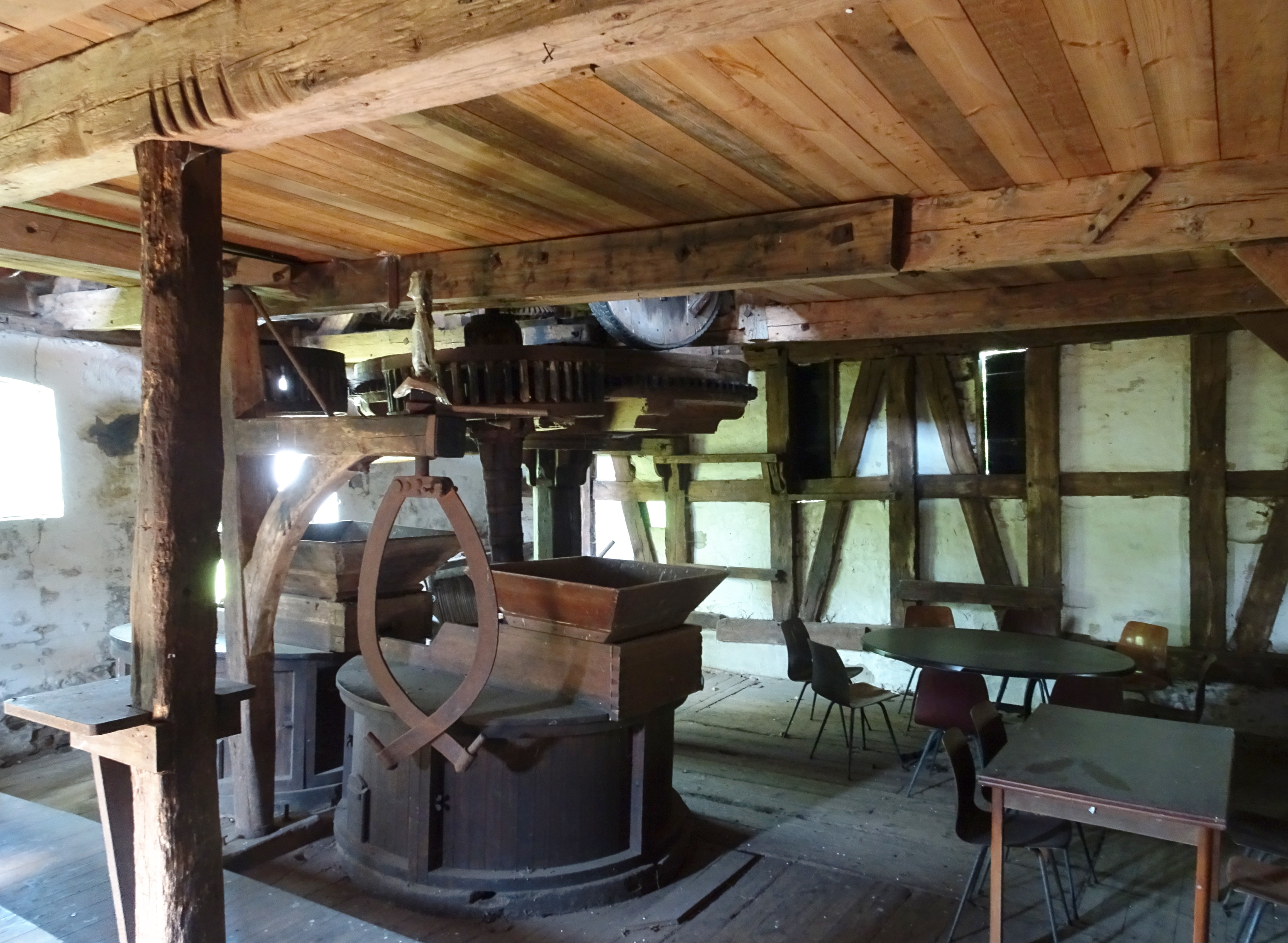